# Ignacio González González
Jaime Ignacio González González (Madrid, 19 de octubre de 1960) es un político español exmilitante del Partido Popular (fue suspendido temporalmente de militancia en abril de 2017 por un ingreso en prisión). Desempeñó la Presidencia de la Comunidad de Madrid entre el 26 de septiembre de 2012 y el 25 de junio de 2015, tras la dimisión de su predecesora Esperanza Aguirre. Anteriormente había ejercido otros cargos en el ejecutivo autonómico, como vicepresidente o consejero de Cultura y Deporte. También fue secretario general del Partido Popular de la Comunidad de Madrid. 
El 21 de abril de 2017 ingresa en prisión incondicional por su implicación en el caso Lezo, saliendo de la misma el 8 de noviembre de 2017, 202 días después, tras el pago de una fianza. La Audiencia Nacional logró decomisar el 'botín' que escondía en Colombia, con la ayuda de las autoridades del mencionado país y también las de Panamá, los investigadores incautaron 5,4 millones de dólares en metálico que el político ocultaba en cuentas a nombre de sociedades tituladas por testaferros, además de varios bienes inmuebles que tenía en Colombia. Se trata de una fortuna que el expresidente habría amasado a través de la trama del Canal Isabel II, que ahora se investiga en la denominada como operación Lezo. El hallazgo de este 'botín' resultó decisivo para que el político pudiera salir en libertad condicional, ya que el juez consideró que disminuía el riesgo de destrucción o alteración de prueba y, sobre todo, el riesgo de fuga.

## Biografía
Ignacio González González nació en Madrid el 19 de octubre de 1960. Es hijo de Pablo González Liberal, candidato suplente al senado en 2008 y actualmente secretario técnico general del grupo parlamentario del Partido Popular en el Senado. Está casado con Lourdes Cavero Mestre y tiene tres hijas. Su esposa es propietaria de Subastas Segre, que vende obras de arte y antigüedades. Su cuñada, Pilar Cavero, es abogada, socia de Cuatrecases y pareja del pintor José Luis Aguirre Gil de Biedma.

### Formación
Es licenciado en Derecho por la Universidad Autónoma de Madrid y aprobó las oposiciones de Técnico Superior del Ayuntamiento de Madrid en 1984. Su trayectoria profesional ha estado vinculada a la Administración Pública, en la que lleva desempeñando puestos de responsabilidad desde hace más de 20 años.
Miembro del Partido Popular de Madrid, su carrera política ha estado siempre muy vinculada a la de Esperanza Aguirre, con quien trabajó en el Ayuntamiento de Madrid y en el Ministerio de Cultura, Educación y Deporte, antes de formar parte del Gobierno de la Comunidad de Madrid.

### Secretario de Estado

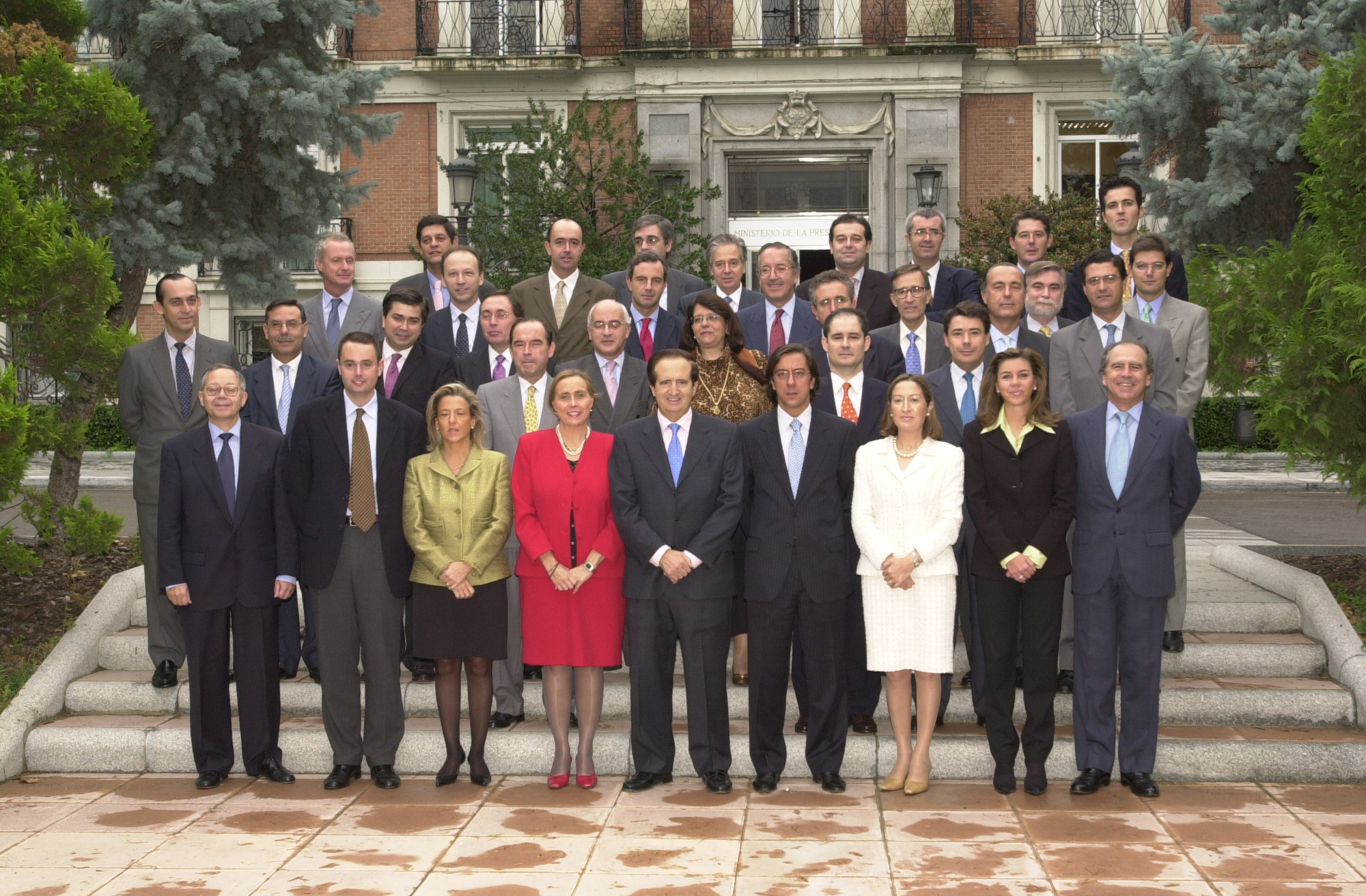
Fotografiado en octubre de 2001 en La Moncloa junto a otros políticos con motivo de una comisión general de secretarios de Estado y subsecretarios

Fue subsecretario del Ministerio de Cultura, Educación y Deportes (1996-1999) durante el mandato ministerial de Esperanza Aguirre y, posteriormente, secretario de Estado para la Administración Pública en el Ministerio de Administraciones Públicas (1999-2002), con Jesús Posada al frente, donde gestó la llamada ventanilla única.
Durante el último gobierno de José María Aznar, entre 2002-2004, Ignacio González desempeñó la labor de secretario de Estado de Inmigración en el Ministerio del Interior, organismo que dirigía por aquel entonces Ángel Acebes. Durante este tiempo, Ignacio González fue el artífice de la reforma de la ley de Extranjería de España que se pactó con el PSOE en 2003.

### Comunidad de Madrid

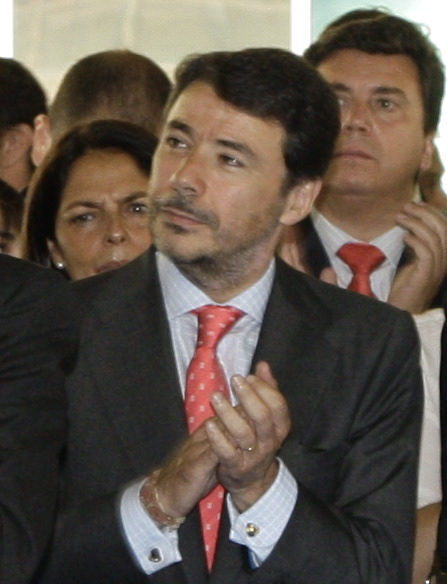
Ignacio González en julio de 2008 en la sede de La Razón.

En 2003, es nombrado vicepresidente primero del Gobierno de la Comunidad de Madrid y portavoz del Ejecutivo regional y desde febrero de 2009, se hace cargo de la Consejería de Cultura y Deportes de la Comunidad de Madrid, cargos que compaginó con la presidencia del Canal de Isabel II (2003-2012), la empresa pública que gestiona el agua en Madrid, y la vicepresidencia del Comité Ejecutivo de Ifema además de ser patrono del Teatro Real de Madrid.
Tras el anuncio de dimisión de Esperanza Aguirre el 17 de septiembre de 2012, ocupó la presidencia interina de la Comunidad (por ser vicepresidente). El 26 de septiembre fue elegido cuarto presidente de la Comunidad por la Asamblea de Madrid, tomando posesión del cargo al día siguiente.

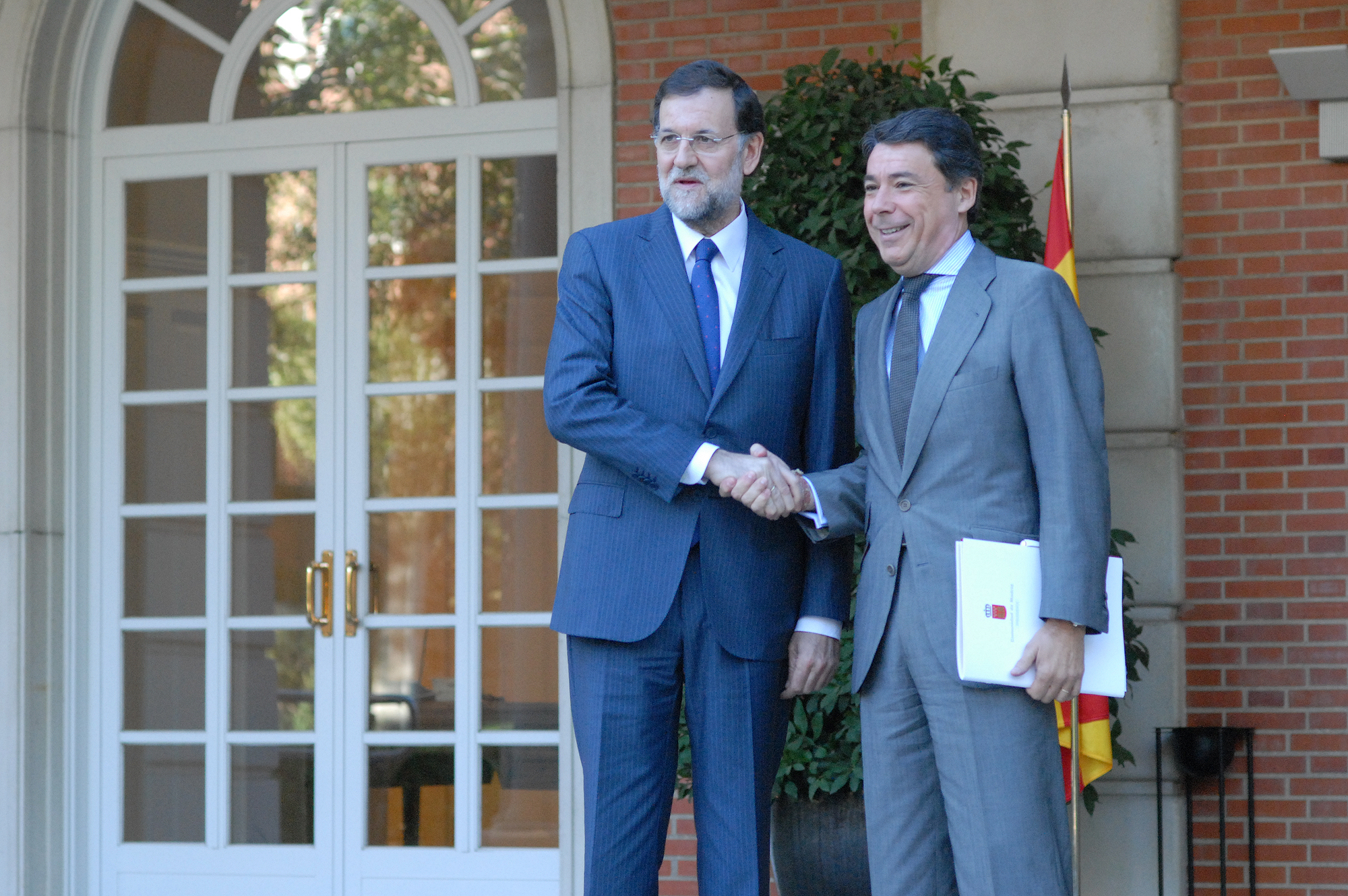
Recibido por el presidente del Gobierno Mariano Rajoy en La Moncloa en octubre de 2012

El primer gobierno de Ignacio González estuvo conformado por ocho consejerías y sin vicepresidencia, como en la primera legislatura de Alberto Ruiz-Gallardón. Se trataba de un Ejecutivo continuista del formado por Esperanza Aguirre, con pequeños cambios, como la salida del exconsejero de Economía Percival Manglano y la exconsejera de Presidencia y Justicia Regina Plañiol, que pasaron a ser diputados del Grupo Parlamentario Popular en la Asamblea de Madrid.
En la reforma del Gobierno regional, González cambió las competencias de varias consejerías. La Consejería de Transportes e Infraestructuras asimiló el área de Vivienda, anteriormente adscrita a Medio Ambiente y Ordenación del Territorio. Asimismo, la Consejería de Educación, perdió las competencias en materia de Empleo pero sumó las de Juventud y Deporte. La anterior Viceconsejería de Cultura y Deporte desapareció como tal y se creó una nueva Consejería de Turismo, Cultura y Empleo, con Ana Isabel Mariño al frente de esta. La Portavocía del Gobierno regional se enmarcó dentro de la Consejería de Presidencia, cuyo titular fue Salvador Victoria Bolívar, que se convirtió así en el número dos del Ejecutivo madrileño.

### Partido Popular
Dentro de los órganos de gobierno del Partido Popular, formó parte del Comité Ejecutivo Nacional y ocupó el cargo de presidente del Comité Electoral del Partido Popular de Madrid hasta el 23 de noviembre de 2011, cuando es designado secretario general del PP de Madrid a propuesta de la presidenta del partido Esperanza Aguirre.

### Corrupción política
En enero de 2009, el diario Público publicó que había tenido acceso a lo que consideraba un informe secreto del Partido Popular acerca de los negocios personales de Ignacio González. El texto, de 69 páginas, tal como citaba el propio periódico, era una investigación que abarcaba desde el "núcleo familiar hasta las principales relaciones profesionales y de amistad establecidas por el vicepresidente". Según Público, en el informe se citaba que el patrimonio de González y su esposa alcanzaba los 1,8 millones de euros. El por aquel entonces vicepresidente presentó una demanda contra ese diario por considerar vulnerado su derecho al honor que fue desestimada por la Audiencia Provincial de Madrid.
En febrero de 2015, se llevó a cabo una investigación por presunto fraude en el pago a jueces y fiscales por parte de la Comunidad de Madrid a través de la empresa Indra en la evaluación de sistemas informáticos para la judicatura, así como a raíz de la investigación en la Operación Púnica, de un pago por parte de la Comunidad a las sociedades de un empresario, Alejandro De Pedro Llorca, implicado en la trama, cuyo cometido era mejorar la imagen pública en Internet de Ignacio González y minimizar, mediante la contrapropaganda, los escándalos políticos en la comunidad.
Entre julio y agosto de 2011, Ignacio González fue sometido a una investigación por parte de la Policía, en relación con el uso de un ático de lujo en Marbella.
Según un comunicado de la Dirección General de Policía, la investigación fue ordenada al margen de la autoridad judicial y de los procedimientos ordinarios. Este extremo fue negado por el Sindicato Unificado de Policía (SUP), mayoritario en el Cuerpo Nacional de Policía, que calificó como "habitual", la realización de "actuaciones indagatorias previas", sin autorización del juez.
Como consecuencia de esta investigación, en abril de 2012 la Dirección General de la Policía abrió un expediente disciplinario al comisario jefe de la Comisaría Local de Marbella, Agapito Hermes de Dios, según el mismo, a petición propia. Al mismo tiempo, dicho comisario solicitó la baja como responsable de la comisaría marbellí, siendo relevado de su cargo. Los agentes que llevaron a cabo los seguimientos a González, en su declaración ante la Unidad de Asuntos Internos, admitieron que investigaron al político, especificando que actuaron siguiendo las instrucciones de la Dirección Adjunta de la Policía, que dirigía el ya fallecido Miguel Ángel Fernández Chico.
Finalmente, el expediente disciplinario concluyó con una sanción de 10 días de suspensión al comisario Hermes, por la pérdida de los documentos sobre el ático, cualificada como falta grave. No obstante, en 2012, la Brigada de Blanqueo de Capitales realizó investigaciones policiales, que no requerían autorización judicial, sobre presuntas irregularidades en la compra del ático, sin encontrar datos sospechosos. En marzo de 2015, en una conversación grabada entre Ignacio González y dos comisarios de la policía, uno de ellos José Manuel Villarejo, quien más tarde se descubriría que manejaba un entramado societario internacional valorado en millones de euros, González pedía que no saliera a la luz que él, según un confidente, era el propietario de una empresa pantalla radicada en Estados Unidos que poseía un ático en Estepona, un ático que había sido un regalo entregado a la sociedad. Ignacio González fue imputado ('investigado' según la nueva terminología legal) el 9 de marzo de 2016. El juzgado de instrucción número 5 de Estepona, Málaga, le imputó los delitos de cohecho y blanqueo de capitales.
Fue detenido el 18 de abril de 2017 en el marco de la llamada Operación Lezo, atribuyéndole los investigadores policiales de la UCO haber presuntamente cometido los delitos de organización criminal, prevaricación, malversación, cohecho, blanqueo, fraude y falsificación documental. El Partido Popular procedió después de la detención a suspenderle cautelarmente de militancia.
La estancia en prisión de González se prolongó entre el 21 de abril y el 8 de noviembre de 2017.
El 8 de noviembre de 2017, a las 19:50 de la tarde, Ignacio González salió de prisión tras haberlo solicitado en varias ocasiones, previo pago de una fianza de 400.000 €, gracias a once avalistas. El instructor Manuel García Castellón autorizó la salida de prisión de González tras comprobar que el riesgo de fuga había desaparecido, así como la reincidencia delictiva. No obstante, el juez tomó medidas cautelares contra González, como la obligación de presentarse una vez por semana en el juzgado de la Audiencia Nacional o en el más cercano a su domicilio, la retirada del pasaporte y la prohibición de salir de España. El 19 de octubre de 2018 el Ayuntamiento de Madrid, firmó la resolución afirmativamente a la solicitud de 24 de julio de 2018 de reincoporaracion al cuerpo de funcionarios del Ayuntamiento.